# Ludwig von Alvensleben (Schriftsteller)
Karl Ludwig Friedrich Wilhelm Gustav von Alvensleben (* 3. Mai 1800 in Berlin; † 3. August 1868 in Wien) war ein deutscher Schriftsteller.

## Leben
Ludwig von Alvensleben entstammte der niederdeutschen Adelsfamilie von Alvensleben. Bereits mit dreizehn Jahren nahm er an den Befreiungskriegen teil und schlug zunächst eine Offizierslaufbahn ein. 1821 wurde er wegen eines an den Prinzen August von Preußen geschriebenen Drohbriefes mit zweijährigem Festungsarrest bestraft. Von 1825 bis 1828 absolvierte er ein juristisches Studium in Leipzig, konnte aber die Abschlussprüfung wegen mangelnder Lateinkenntnisse nicht ablegen. Seinen Lebensunterhalt konnte er jedoch als freier Schriftsteller, Übersetzer und Journalist verdienen. 1830 kam er wegen einer in Halle gedruckten, gegen die Leipziger Polizei gerichteten Schrift „Schatten und kein Licht“ für kurze Zeit in Haft (Goedecke, 1913, S. 419). 1836 leitete er vorübergehend das Hoftheater in Meiningen. 1841 zog er nach Wien. Dort beteiligte er sich im Oktober 1848 aktiv an den revolutionären Aufständen und wurde dafür nach deren Niederschlagung zunächst zum Tode verurteilt, sodann aber zu einer einjährigen Festungshaft begnadigt und nach deren Verbüßung aus Wien ausgewiesen. Durch häufige Krankheiten wurde seine literarische Tätigkeit oft beeinträchtigt, sodass er in Not geriet und von seiner Familie unterstützt werden musste.

## Werk
Alvensleben war ein vielseitiger Unterhaltungsschriftsteller. Er verfasste unter seinen Pseudonymen Gustav Sellen und Chlodwig eine Reihe von eigenen Novellen und Romanen, betätigte sich erfolgreich als Übersetzer aus dem Englischen und Französischen und war Herausgeber verschiedener Zeitschriften. Noch heute theatergeschichtlich bedeutsam ist die 1832 von ihm gegründete Zeitschrift „Allgemeine Theater-Chronik“, die bis 1873 erschien und die er bis 1837 redigierte. Außerdem gab er zusammen mit Friedrich de la Motte Fouqué von 1840 bis 1844 die Zeitschrift für den Deutschen Adel heraus.
Unter seinen Übersetzungen befanden sich Napoleons Werke (6 Bände, Chemnitz 1840), Eugène Sues Sämmtliche Werke (Leipzig 1838–46) in 24 Bänden sowie Werke Balzacs, Molières, Dumas’, Swifts (Gullivers Reisen), Defoes (Robinson Crusoe), Casanovas (Memoiren in 13 Büchern), Victor Hugo (Die Elenden, Berlin 1863). Insgesamt übersetzte er über 140 Romane und Theaterstücke und war mit Georg Nikolaus Bärmann (1785–1850) der bedeutendste deutsche Übersetzer seiner Zeit (Bachleitner, 1989).
Unter seinen eigenen Werken ist Der Lügenkaiser – Schicksale des Herrn von Münchhausen jun. (Meissen und Pesth 1833) hervorzuheben – eine zeitkritische Satire, die 1966 und 1968 (als Taschenbuch) – zusammen mit dem Original-Münchhausen von 1768 – neu aufgelegt und wie folgt charakterisiert wurde: „Alvensleben war ein revolutionärer Geist, der den Mut hatte, die von ihm erkannten Bruchstellen in der staatlichen und gesellschaftlichen Ordnung wie im Zusammenleben und -wirken der Menschen aufzuzeigen. Diese für seine Zeit bemerkenswerte Haltung, die auch vor seiner eigenen, immer noch bevorrechtigten Gesellschaftsschicht nicht haltmachte, macht ihn uns besonders sympathisch.“ (Wackermann, 1966).
Weitere eigene Werke waren unter anderem: Erzählungen (Halberstadt 1830), Der strafende Burggeist (Historischer Roman, Meißen 1830), Novellen und Erzählungen (Nürnberg 1831), Der entlarvte Jesuit (Meißen 1831 – mehrere Auflagen), Lebens- und Reisebilder und Novellen (Leipzig 1841), Enzyklopädie der Gesellschaftsspiele (Leipzig 1853, neun Auflagen bis 1893), Polterabend-Scherze (Quedlinburg 1858, neun Auflagen bis 1888), Garibaldi (Biographie, Weimar 1859), Fürst Lobkowitz oder: Die Rache bis über das Grab. (Historischer Roman, 3 Bände, Wien 1862/63), Allgemeine Weltgeschichte für das Volk (3 Bände, Wien 1865–1872).

## Familie
Er war ein Sohn des preußischen Husarenmajors August von Alvensleben (1775–1819) aus dem Hause Redekin und der Gräfin Charlotte von Schlippenbach a.d.H. Schönermark (1777–1831). Im Jahr 1828 heiratete er Florentine Herzog (1807–1833); 1834 Elvire Böhn (1818–1853) und in dritter Ehe 1853 Emma Greiffeld (1831–1909). Aus diesen Ehen gingen neun Kinder hervor, von denen fünf bereits im Kindesalter starben. Seine Großmutter war die Schauspielerin Friederike von Alvensleben, geb. von Klinglin (1749–1799). Diese Linie ist mit Bodo von Alvensleben (1903–1954) im Mannesstamm erloschen.